# Gregory Rabassa
Gregory Rabassa (nascut el 9 de març de 1922 - 16 de juny de 2016) és un cèlebre traductor literari del castellà i el portuguès a l'anglès que actualment dona classes al Queen's College.

## Vida i obra
Rabassa va néixer a Yonkers, Nova York, de pare cubà i mare estatunidenca. Després de servir durant la Segona Guerra Mundial com a criptògraf a l'Oficina de Serveis Estratègics de l'Exèrcit dels Estats Units i obtenir una llicenciatura al Dartmouth College, Rabassa es va matricular com a estudiant de la Universitat de Colúmbia, on finalment va obtenir el doctorat. Va ensenyar durant més de dues dècades a la Universitat de Colúmbia abans d'acceptar un càrrec al Queen's College.
Treballa principalment en castellà i en portuguès. Ha fet traduccions a l'anglès de les obres d'alguns dels novel·listes més importants de l'Amèrica Llatina, com Julio Cortázar, Jorge Amado i Gabriel García Márquez. Sota l'assessorament de Cortázar, Márquez va esperar tres anys que Rabassa estigués disponible per poder traduir Cent anys de solitud. Márquez va declarar posteriorment que la traducció de Rabassa era superior al seu original en espanyol.
Normalment, Gregory Rabassa tradueix sense llegir el llibre abans, treballant a mesura que el llegeix.
Rabassa tenia una estreta i productiva relació de treball amb Julio Cortázar, amb qui compartia la passió pel jazz i els jocs de paraules. Per la seva versió de la novel·la de Cortázar, Rayuela, Rabassa va rebre el prestigiós National Book Award.
Rabassa actualment ensenya en el Queen's College, on és Doctor honoris causa. El 2006 va ser guardonat amb la National Medal of Arts (la més alta distinció en l'àmbit cultural als Estats Units).
Ha escrit unes memòries on transmet les seves experiències com a traductor, If This Be Treason: Translation and Its Dyscontents, A Memoir (en català, una traducció aproximada el títol seria "Si això és traïció: traducció i els seus descontents, una memòria").

## Traduccions selectes
- Juan Benet
  - Return to Region
  - A Meditation

- Jorge Franco
  - Rosario Tijeras, 2004 ("Rosario Tijeras)
- Julio Cortázar
  - Hopscotch, 1966 ("Rayuela")
  - A Manual for Manuel, 1978 ("Libro de Manuel")
  - 62: A Model Kit, ("62: Modelo para Armar")

- Gabriel García Márquez
  - One Hundred Years of Solitude, 1970 ("Cien años de soledad")
  - The Autumn of the Patriarch, 1976 ("El otoño del patriarca"), pel qual va rebre el Pen Translation Prize.
  - Chronicle of a Death Foretold, 1982 ("Crónica de una muerte anunciada")
  - Leaf Storm ("La hojarasca")

- Clarice Lispector
  - The Apple in the Dark, 1967 ("A maçã no escuro," 1961)

- Luis Rafael Sánchez
  - Macho Camacho's Beat, 1983 ("La guaracha del Macho Camacho")

- José Lezama Lima
  - Paradiso ("Paradiso")

- Mario Vargas Llosa
  - Conversation in the Cathedral ("Conversación en la catedral")

- Machado de Assis
  - Posthumous Memoirs of Bras Cubas ("Memórias Póstumas de Bras Cubas")
  - Quincas Borba ("Quincas Borba")

- António Lobo Antunes
  - Fado Alexandrino ("Fado Alexandrino")
  - The Return of the Caravels ("As Naus")

- Osman Lins
  - Avalovara ("Avalovara")

- Jorge Amado
  - Captains of the Sand ("Capitães da Areia")